# Sälen
För andra betydelser, se Sälen (olika betydelser).
Sälen är en tätort i Transtrands distrikt (Transtrands socken) i Malung-Sälens kommun, Dalarnas län cirka 65 km nordväst om Malung. Tätorten kallas ibland för Sälens by för att skilja tätorten från vintersportanläggningarna uppe på Sälenfjällen. Tätorten är belägen vid Västerdalälven.
Sälen är starkt förknippat med vintersport och är ett av landets största besöksmål. Dessutom är orten känd för Vasaloppet, vars startplats är belägen några kilometer söder om orten. I utkanten av tätorten går riksväg 66 och uppe i fjällområdet ligger Sälens flygplats.

## Etymologi
Namnet Sälen har betydelsen "fäbod". Under 1600-talet benämndes byn som "Yppersta Sääl", eller "Yppestessel".

### Stavning av ortnamn som har-sälensom efterled
Utöver Sälen finns det många orter i kommunen med samma efterled. Dessa har benämnts -selen på vägskyltar, i kommunala handlingar och av lokalbor, medan efterledet -sälen har använts på Lantmäteriets kartor. I november 2013 vände sig kommunstyrelsen i Malung-Sälens kommun till Lantmäteriverket med en begäran om att de 17 ortnamn i kommunen som vanligtvis skrivs som -selen, till exempel Arvselen, Backselen och Bondselen, ska få stavas just så.
I augusti 2016 avslog Lantmäteriverket Malung-Sälens kommuns begäran. Verket menar att stavningen -sälen har funnits i 100 år. En ändring till -selen skulle bland annat kunna innebära risk för att utryckningsfordon kunde köra fel. Dessutom skulle det enligt myndigheten vara inkonsekvent, då andra kommuner i Dalarna stavar liknande ortsnamn med ä, samt att kopplingen till betydelsen fäbod skulle brytas.
I augusti 2019 avslog regeringen Malung-Sälens kommuns begäran. Motiveringen från regeringen var ”Av handlingarna framgår att namnelementet – sälen med ä, har funnits på Lantmäteriets kartor i ca 100 år och ses av den anledningen ha vunnit hävd”.

## Administrativa tillhörigheter
Platsen där Sälen ligger tillhörde ursprungligen Lima socken, för att senare övergå till Transtrands socken. Transtrands socken var fram till 1867 kapellförsamling till Lima, för att sedan bli en egen församling och socken. Det som sedermera blev Transtrands landskommun uppgick 1971 i Malungs kommun. Tandådalen och Hundfjället som brukar räknas till Sälenfjällen var fram till 1971 en del av Lima landskommun.
Årsskiftet 2007/2008 bytte Malungs kommun namn till Malung-Sälens kommun av näringspolitiska skäl, då namnet Sälen ansågs vara ett starkt varumärke.

## Historia

### Tidig historia

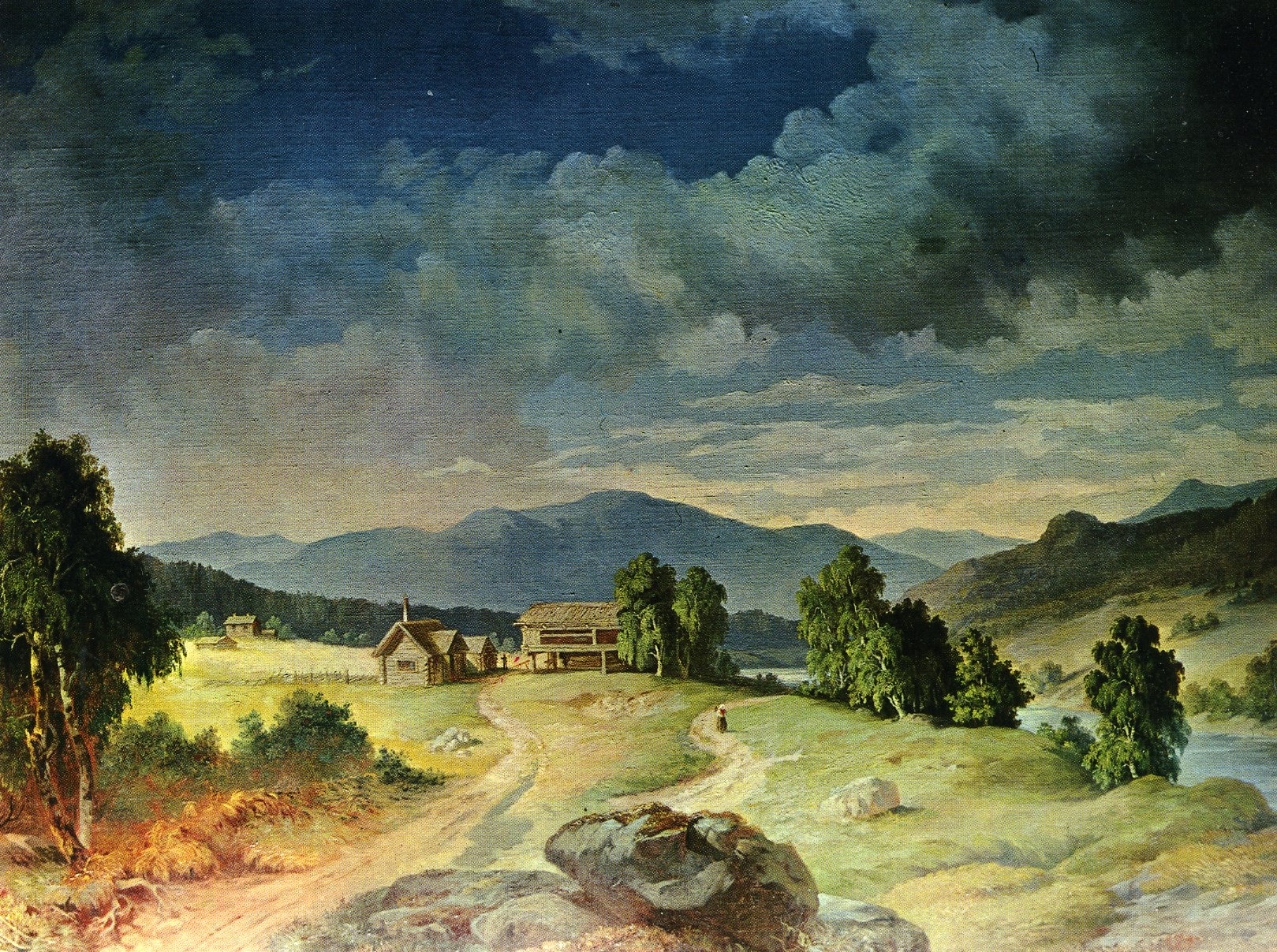
Utsigt af byn Sälen, målning av Karl XV som föreställer Olnispagården.

De första människorna kan ha sökt sig till trakten kring Sälen redan på 700-talet. Faktiskt bebyggelse kom till först när byar längre söderut längs Västerdalälven etablerade fäbodar och slåttermarker i området. Så småningom började några att övervintra i fäbodarna och en fast bygd tog form.
Gustav Vasa skall ha nått Sälen 1521 under sina så kallade öden och äventyr i Dalarna. Där blev han till sist upphunnen och vände tillbaka mot Stockholm. Enligt tradition skall han ha övernattat på Olnispagården, men senare efterforskning visar att gården antagligen inte restes förrän 150 år senare.
Vid mitten av 1700-talet var Sälen ännu den nordligaste fasta bebyggelsen i Transtrands socken. Enbart ett fåtal fäbodar fanns längre norrut. 1734 passerade Carl von Linné bygden under sin upptäcktsfärd genom Dalarna, närmare bestämt på delsträckan mellan Särna och Lima. Då beskrev han Hemfjället vid Sälen som ett "sista apex" i fjällkedjan. Abraham Hülphers den yngre beskriver Sälen i en dagbok över en resa i Dalarna 1757 som den översta byn i socken.

### Järnvägen invigs och den första turismen

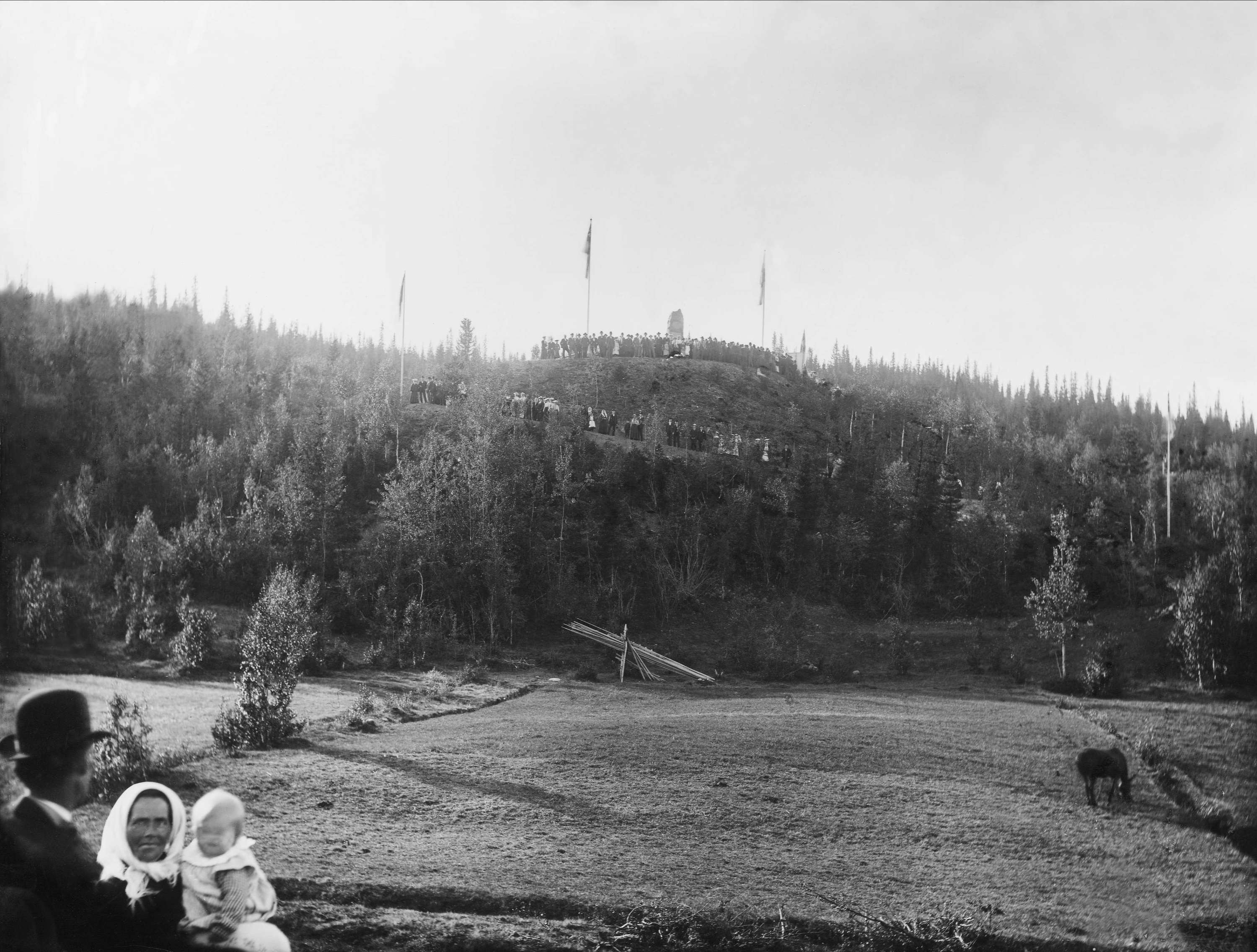
Invigningen av Vasastenen 1904.

1903 restes Vasastenen i västra delen av byn, till minne av hur Gustav Vasa nådde bygden nästan 400 år tidigare. Året därpå invigdes monumentet med pompa och ståt.
Anders Pers från Mora författade 10 februari 1922 en artikel i Vestmanlands Läns Tidning där han lanserade idén om ett skidlopp till minne av Gustav Vasas färd mellan Mora och Sälen. Dagen därpå uppmärksammade Dagens Nyheter förslaget och 5 mars beslutade IFK Moras styrelse att köra ett testlopp. 19 mars samma år genomfördes det första Vasaloppet, med start vid Olnispagården. Första året anmälde sig 119 löpare, och den första segraren var Ernst Alm från IFK Norsjö. Allt eftersom loppet blev populärare flyttades starten några kilometer söder om Sälen, till Berga, där dalgången inte var lika trång.
16 mars 1924 bildades Sälens Folkets Husförening. Folkets hus var beläget vid nuvarande centrumgallerian.
2 augusti 1928 invigdes järnvägen till Sälens by.

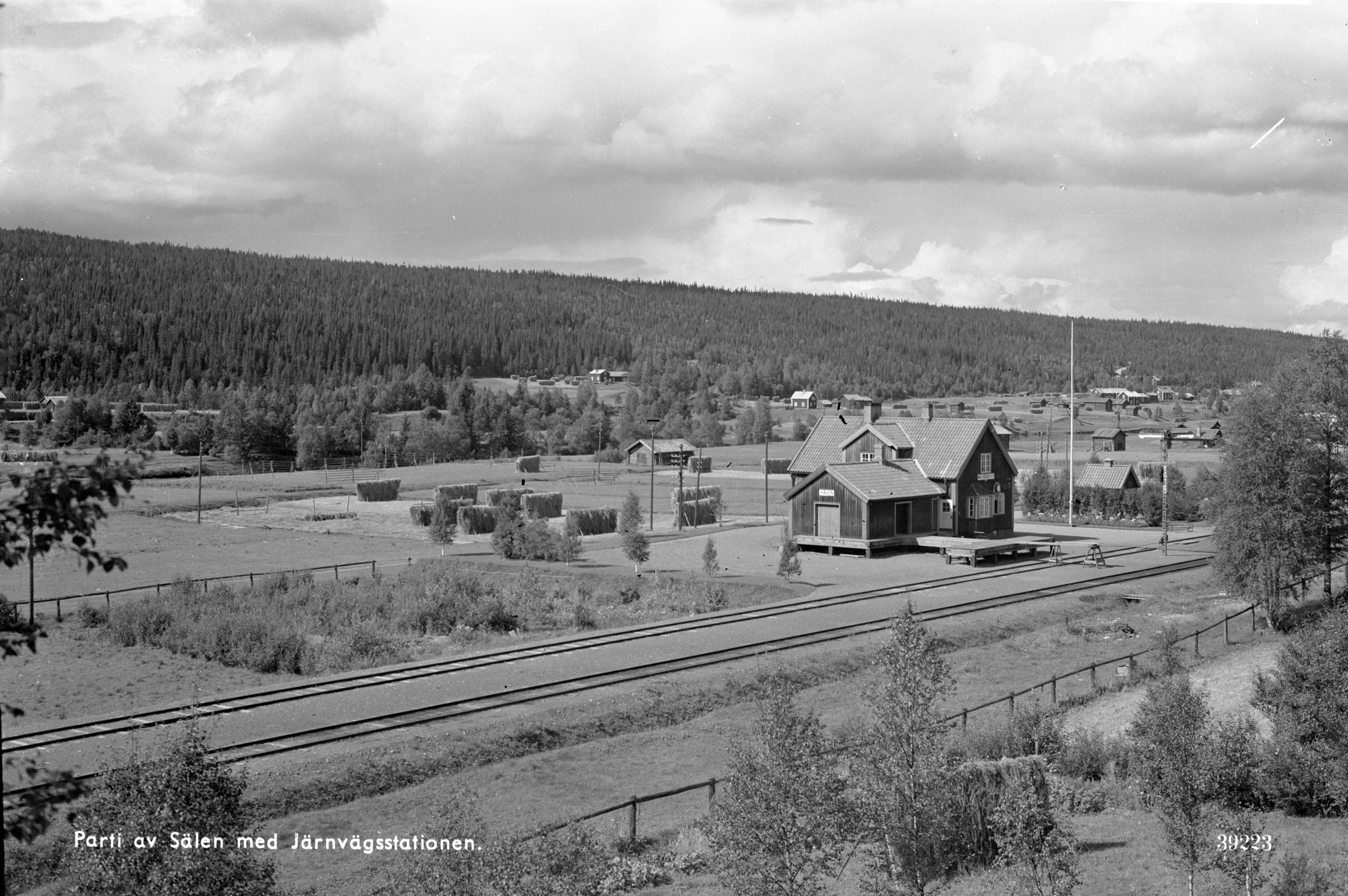
Vy över Sälen 1944, med den nu rivna järnvägsstationen i mitten av bilden.

Under 1930-talet planerades och anlades vägen från Sälens by upp till Sälsätern. Den första stora gruppresan till Sälen skedde nyår 1933–1934, när Stockholms-Tidningen och Skid- och friluftsfrämjandet anordnade en resa för 175 skolungdomar. Under senare delen av 1930-talet anordnades många resor till Sälen. Detta gjorde att allt fler sovplatser krävdes. 1934 byggdes det första fritidshuset i Sälenfjällen, vid Köardalen. 1937 hade påskresorna blivit så populära att de över 1000 besökarna var inkvarterade hela vägen från Sörsjön i norr till Limedsforsen i söder. Samma påsk slog Högfjällshotellet upp portarna, då kallat Sälens Kur- och Högfjällshotell. Hotellet var byggt på initiativ av norrmannen Johan Wilhelm Klüver.

### Skidturismen tar fart

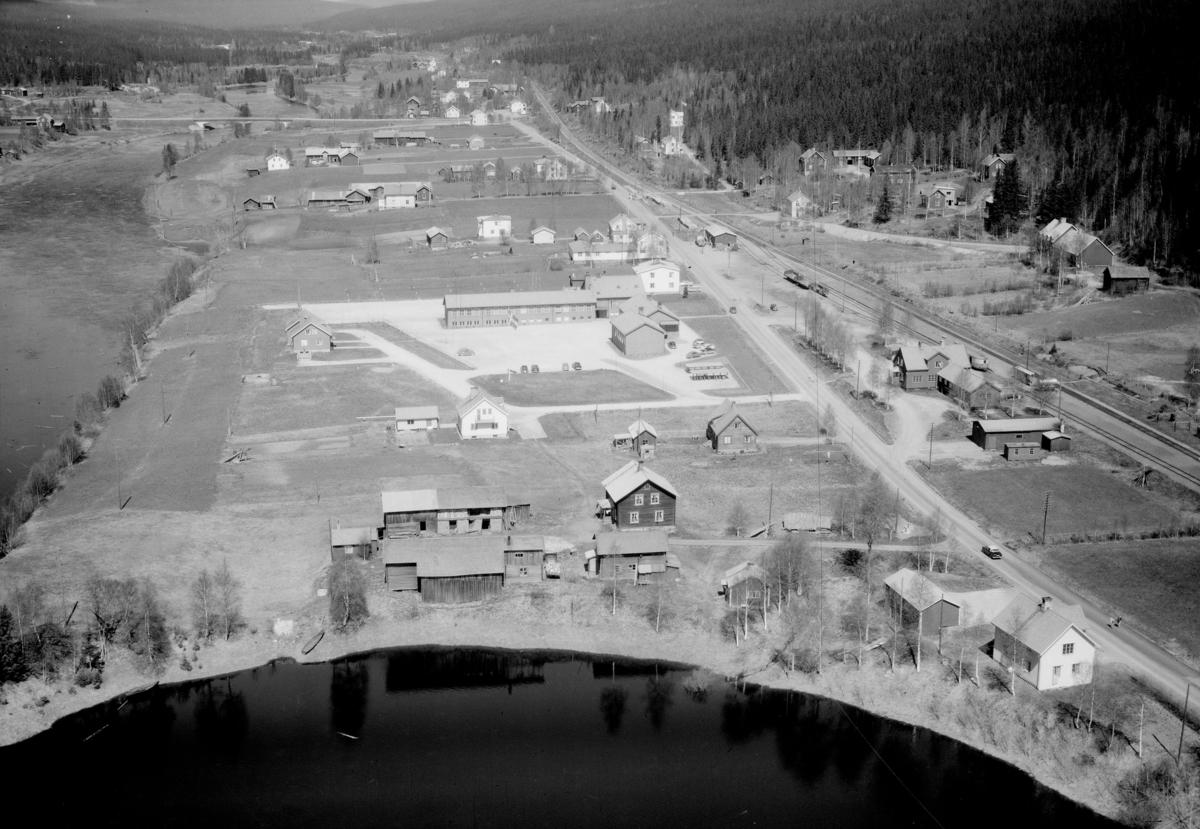
Flygfoto över Sälen 1962.

Den 7 april 1946 hölls den första slalomtävlingen i Sälenområdet, vid en slalombacke intill Sälenstugan. Den första skidliften i Sälenområdet invigdes vintern 1949 vid Sälenstugan. Vintertid var liften utrustad med "galgar" som släpade skidåkarna uppför (likt dagens ankarliftar), men redan samma sommar installerades korgar på linbanan för att möjliggöra drift även sommartid. Detta var den första linbanan med sommardrift i Sverige. På 50-talet invigdes Sälens andra skidlift vid det befintliga Högfjällshotellet.
1950 invigdes vägen från Rörbäcksnäs till Joänget, intill nuvarande Hundfjällets skidanläggning. 1960 invigdes bron över Tandån och en fortsättning av vägen till Högfjällshotellet. Därmed var vägen hela vägen från Sälen till Rörbäcksnäs körklar.
1960 fanns det cirka 100 fritidshus i Sälenområdet. I början av 1960-talet började Lima landskommun sälja tomter för fritidshus vid Tandådalen. Skidliften i Tandådalen, belägen på fjället Västra Kalven, invigdes 1962. Redan samma år invigdes också husvagnscampingen Caravan Club intill anläggningen.  Skidanläggningen på grannfjället Hundfjället invigdes 1966.
Skidanläggningen Lindvallen invigdes 1967, 1976 invigdes Stöten och Kläppen, belägen söder om tätorten, invigdes 1982.
1969 lades persontrafiken ned på Västerdalsbanan mellan Malung och Sälen och några år senare revs rälsen upp.
Sedan 1993 arrangeras konferensen Folk och försvar på Högfjällshotellet, där bland annat politiker och representanter från myndigheter, näringsliv och civilsamhället samlas för att diskutera säkerhetspolitik och krisberedskap.

### 2000-tal
2010 invigdes en ny kombinerad gång- och skoterbro över Västerdalälven, mellan centrum och Olnispagården.
I december 2019 invigdes Sälen Trysil Airport, även kallad Scandinavian Mountains Airport, vilket blev den första nya flygplatsen i Sverige på 20 år. Bygget av flygplatsen var omstritt och kritiserat både ur ekonomiska och klimatmässiga perspektiv, medan förespråkare hävdade att det var positivt ur ekonomisk synvinkel.

## Geografi och natur
Orten ligger i en trång dalgång, belägen på båda sidor av Västerdalälven. Berggrunden vid älven består till största delen av dalasandsten. I älven finns rikligt med harr och öring.
Väster om orten reser sig Transtrandsfjällen, där de flesta av vintersportanläggningarna är belägna. På kalfjället växer främst ljung, kråkbär och lavar, medan dalarna och branterna är skogbeklädda. Den högsta toppen utgörs av Östra Granfjället med sina 948 meter över havet.

## Sport
Skidanläggningarna i Sälenområdet är ett av landets största besöksmål. Dessa har också stått värd för flera internationella arrangemang. I Stöten arrangerades 1990 en världscuptävling i slalom, Hundfjället har flera gånger varit värd för världscupen i speedski (senast 2011) och tidigare har även världscupen i snowboard arrangerats i Tandådalen.
Orienteringstävlingen O-Ringen har arrangerats i Sälen två gånger, 2008 och 2016.
Det lokala idrottslivet präglas av Sälens IF, som bildades 1922. Föreningen har många sektioner, bland annat alpint, längdskidor, fotboll, friidrott och cykel. Föreningens verksamhet är koncentrerad till Tjärnhedens IP, belägen söder om tätorten. 2008 invigdes Sälenhallen, en sporthall med cirka 200 åskådarplatser, som betjänar det lokala föreningslivet och skolan.

### Vasaloppet
Vasaloppet är ett årligt långlopp på skidor som körs första söndagen i mars. Sträckan är 90 kilometer och går från Berga by strax söder om Sälen, till Mora. Det är det äldsta och dessutom det största långloppet i världen sett till antalet åkare. Ursprungligen utgick loppet från Olnispagården i Sälens by, men flyttades senare längre söderut där dalgången var bredare. Sedan 2009 arrangeras sommartid även Cykelvasan.

### Vintersportanläggningar i Sälenområdet

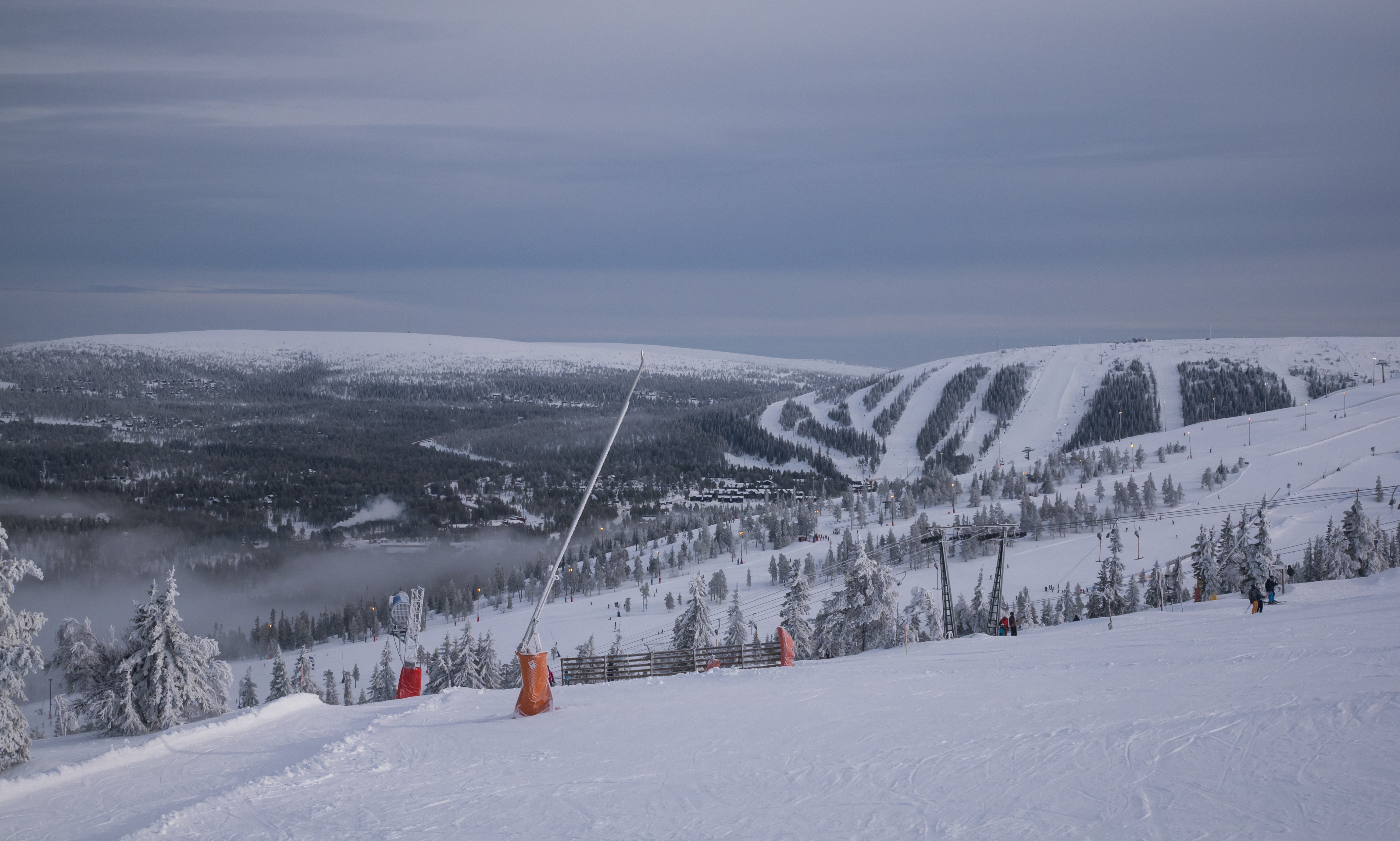
Vy från Hundfjället, med Tandådalen i bakgrunden.

Sälen har sju vintersportanläggningar i varierande storlek i trakten. De största är Lindvallen/Högfjället och Tandådalen/Hundfjället som ägs och drivs av Skistar. Lindvallen och Hundfjället har en mer barninriktad profil med stora barnområden. Tandådalen har mer avancerad åkning. 
| - Hundfjället - Högfjället - Lindvallen - Kläppen | - Tandådalen - Näsfjället - Stöten |

## Befolkningsutveckling
| Befolkningsutvecklingen i Sälen 1960–2020 | Befolkningsutvecklingen i Sälen 1960–2020 | Befolkningsutvecklingen i Sälen 1960–2020 | Befolkningsutvecklingen i Sälen 1960–2020 | Befolkningsutvecklingen i Sälen 1960–2020 |
| ----------------------------------------- | ----------------------------------------- | ----------------------------------------- | ----------------------------------------- | ----------------------------------------- |
|                                           |                                           |                                           |                                           |                                           |
| År                                        |                                           |                                           | Folkmängd                                 | Areal (ha)                                |
| 1960                                      | 1960                                      |                                           | 238                                       |                                           |
| 1965                                      | 1965                                      |                                           | 275                                       |                                           |
| 1970                                      | 1970                                      |                                           | 256                                       |                                           |
| 1975                                      | 1975                                      |                                           | 230                                       |                                           |
| 1980                                      | 1980                                      |                                           | 262                                       |                                           |
| 1990                                      | 1990                                      |                                           | 437                                       | 101                                       |
| 1995                                      | 1995                                      |                                           | 467                                       | 101                                       |
| 2000                                      | 2000                                      |                                           | 489                                       | 102                                       |
| 2005                                      | 2005                                      |                                           | 508                                       | 102                                       |
| 2010                                      | 2010                                      |                                           | 652                                       | 133                                       |
| 2015                                      | 2015                                      |                                           | 769                                       | 229                                       |
| 2020                                      | 2020                                      |                                           | 842                                       | 244                                       |
|                                           |                                           |                                           |                                           |                                           |